# Маккиннон, Дэниел
Дэ́ниел Ду́нкан Макки́ннон (англ. Daniel Duncan McKinnon; 21 апреля 1927, Уильямс — 6 августа 2017, Уоррод) — американский хоккеист, защитник. Выступал за сборную США по хоккею с шайбой во второй половине 1950-х годов, серебряный призёр зимних Олимпийских игр в Кортина-д’Ампеццо, участник двух чемпионатов мира.

## Биография
Дэниел Маккиннон родился 21 апреля 1927 года в Уильямсе, штат Миннесота, США. Рос на семейной ферме, имел восьмерых братьев и сестёр. Увлекался хоккеем с детства, во время учёбы в старшей школе был звездой местной хоккейной команды.
В ходе Второй мировой войны проходил службу в Военно-морских силах США, находился в подразделении, базировавшемся на Гуаме.
После войны в период 1947—1950 годов учился в Университете Северной Дакоты, состоял в университетской хоккейной команде «Файтин Сиу» и выступал на позиции защитника на различных студенческих соревнованиях, в частности на выпускном курсе получил статус всеамериканского спортсмена.
В 1951 году вместе с друзьями переехал в Сан-Бернардино, штат Калифорния, где играл за местный хоккейный клуб «Сан-Бернардино Шемрокс» и одновременно с этим работал ремонтником дизельных двигателей в компании Atchison, Topeka and Santa Fe Railway. Позже вернулся в Миннесоту и в течение некоторого времени представлял полупрофессиональную команду «Уоррод Лейкерс».
В 1955 году Маккиннон вошёл в состав американской национальной сборной и побывал на чемпионате мира в ФРГ — американцы выиграли четыре матча из восьми и расположились в итоговом протоколе на четвёртой позиции, не добрав до бронзовых медалей всего одного очка.
Наибольшего успеха в своей спортивной карьере Дэниел Маккиннон добился в сезоне 1956 года, когда в качестве капитана команды отправился защищать честь страны на зимних Олимпийских играх в Кортина-д’Ампеццо и привёз оттуда награду серебряного достоинства — игроки сборной США взяли верх на всеми соперниками по турнирной сетке, в том числе со счётом 4:1 обыграли канадцев, однако в последнем матче со счётом 0:4 потерпели поражение от сборной СССР и заняли лишь второе место. При этом Маккинон выходил на лёд в шести играх своей команды, забросил одну шайбу и отдал одну голевую передачу.
В 1958 году играл на чемпионате мира в Норвегии, заняв здесь итоговое пятое место. В том же сезоне вынужден был завершить спортивную карьеру из-за серьёзной травмы руки, полученной в результате несчастного случая — во время охоты на оленя он случайно выстрелил из ружья себе в руку, после чего уже не мог нормально держать клюшку.
Покинув хоккей, более двух десятилетий проработал в компании Marvin Window Company.
В 1982 году был введён в Зал славы спорта университета Северной Дакоты.
Умер 6 августа 2017 года в Уорроде в возрасте 90 лет.